# Нетленный мир (рассказ)
«Нетленный мир» — рассказ советского писателя Александра Беляева, написанный в 1930 году. Впервые был напечатан в журнале «Знание — Сила». В рассказе Беляев описывает интересовавшие его проблемы микроорганизмов в воздухе.

## Сюжет
Однажды на планете Земля исчезают все бактерии. У этого есть и хорошие стороны, и плохие.
- Хорошие — Исчезли все болезни, и те, кто был безнадежно болен, теперь стали совершенно здоровы.
- Плохие — Мир стал нетленным: трупы людей и животных не разлагаются, отходы не гниют, и все это накапливается у городов и селений, мешая людям жить.
- В качестве меньшего из зол отмечается, что больше не будет кисломолочных продуктов (молоко для простокваши не киснет), и нет алкогольных напитков.

Из-за этого люди впадают в отчаяние и думают, что микроорганизмы никогда больше не вернутся. Учёные делают вывод, что микробов уничтожили короткими космическими лучами. Вскоре некий Тридон заявляет на весь мир, что это он убил всех бактерий этими самыми короткими космическими лучами. Как доказательство своих слов, он выпускает малое количество микробов в Берлине. Он требует у людей много золота, чтобы вернуть людям бактерии. Ему выплачивают требуемую сумму и он возвращает микробов, которых со временем становится столько же, сколько и было.